# Olga Cabrera Hansen
Olga Delfina Emilia Cabrera Hansen (13 de enero de 1935) es una abogada distinguida de la ciudad de Rosario, víctima de la última dictadura cívico militar de Argentina, activista por los derechos humanos y una de las personas que más trabajó, desde el campo jurídico, por la reconstrucción de lo que ocurrió en el centro clandestino de detención del Servicio de Informaciones (SI) de la jefatura de la policía de Santa Fe, en Rosario durante ese período (El Pozo de Rosario)

## Su prolongado martirio
En septiembre de 1975 pusieron una bomba en su estudio. Unos días antes del golpe, en febrero de 1976, volaron su casa con otra bomba. A fines de 1976, el Ejército la detuvo a la mañana temprano, mientras estaba en su casa con sus tres hijos y había venido una persona, el ingeniero Eduardo Carafa, por un tema jurídico. Los llevaron en carros de asalto. Quedaron sus tres hijos en el patio. El mayor tenía en ese momento 10 años.
A la Jefatura de policía entraron por la calle San Lorenzo, y el Fiat que la traía dobló a la izquierda, hasta llegar a la esquina de Dorrego. La vendaron, la llevaron a un lugar del centro clandestino de detenciones del  Servicio de Informaciones donde escuchaba gritos  y golpes hacia Carafa, a quien lo liberaron después de 20 días, con las costillas rotas y los ojos dañados por la picana eléctrica.
A Olga la interrogaron entre otros, el interventor de la policía rosarina Agustín Feced y  José Rubén Lofiego (conocido como el ciego), que era el que armaba la información. La pusieron en un pasillo. Estuvo varios días en ese lugar, donde escuchaba permanentemente cómo se torturaba. Algunos días después, y tras varios interrogatorios, la pasaron al sótano. En ese momento le liberaron la vista. Los ojos le ardían, porque las vendas las habían hecho con carteles que estaban pintados con cal.

### La solidaridad entre pares
Las mujeres que estaban allí la reciben, la ayudan,la limpian, la contienen. Entre otras estaban  estaban Ana María Ferrari, Graciela Villarreal, Roxana Colombo y  Adriana Koatz.  A Ana Ferrari la llevaban todas las noches, la subían, la buscaba un Sargento Vergara y la torturaban,  los represores estaban particularmente ensañados con Ferrari. Graciela Villarreal también fue terriblemente torturada. Adriana Koatz, era estudiante de ingeniería química y militaba en la Juventud Universitaria Peronista al ser detenida el 21 de octubre de 1976 y llevada al Servicio de Informaciones. A partir de ahí sufrió una seguidilla de golpes, torturas, vejaciones.Recuerda que compartió cautiverio en el sótano con Ester Fernández, Graciela Villarreal, Ana María Ferrari, Olga Cabrera Hansen, entre otras. Entre los varones recuerda a Pérez Risso y Píccolo. Luego fue remitida a Devoto donde su padre le dio la noticia de que su hermana Edith Graciela Koatz había sido asesinada junto a su esposo Palmiro Labrador Pérez.
Luego  de un traslado masivo de detenidas mujeres a las cárceles de Devoto y de hombres a Coronda, quedaron pocas en el sótano de la Jefatura. Las llevaron a la Alcaidía. Olga está allí hasta septiembre de 1977, sin ver la luz ni salir nunca.

### La visita de la Cruz Roja Internacional
Ocurrió en febrero de 1977. Cuando la delegación empezó a preguntar,Olga no pudo contenerse. Todos guardaban silencio pero ella no pudo y dijo todo: "Ningún juez sabe que estoy acá, y esto está a dos cuadras del juzgado. No vemos el sol, no tenemos visitas, acá nomás, al lado se tortura y mata gente."  Después, le dijeron que hubiera podido salir en ese momento, pero por todo lo que había dicho iba a quedase dos años más. Y así fue.

## Testimonio
En 2010  comenzó en los Tribunales Federales, el segundo juicio oral y público por delitos de lesa humanidad cometidos durante la última dictadura cívico militar en la zona del Gran Rosario, en la causa conocida como Díaz Bessone (ex “Causa Feced). La causa “Díaz Bessone” tiene como imputados a un militar y cinco civiles, quienes están acusados de llevar adelante la represión en el centro clandestino de la sección Informaciones de la Jefatura de Policía, considerado el más importante que funcionó en la ciudad.Los imputados en la causa son el exjefe del Comando del Segundo Cuerpo de Ejército, Ramón Díaz Bessone, y los expolicías Rubén Lofiego, Mario Marcote, Ramón Vergara, José Scortechini y Ricardo Chomicky, el corazón del aparato represivo que actuó bajo las órdenes del fallecido exjefe de la Policía de Rosario, Agustín Feced.
En noviembre de 2010, Olga testimonió frente al Tribunal Oral Federal: no fue una testigo más, sino alguien que encarna la historia misma de la causa que investiga el terrorismo de Estado en la región.
Recordó que el entonces capellán de la policía, Eugenio Zitelli, defendió la tortura frente a detenidas. En general, todas habían sido violadas, ya que era una práctica sistemática  del centro de detención  y rememoró que algunas compañeras que eran católicas, pedían asistencia espiritual, volvían espantadas de lo que les decía el cura. Justificaba la tortura como algo para obtener información, pero la violación si lo indignaba, decía que era inmoral. En enero de 1977, se abrió la puerta y llegó María Inés Luchetti de Bettanín, con una beba recién nacida, para la que ni siquiera tenía ropa. Entre las detenidas le hicieron un improvisado ajuar con retazos de sus propias prendas.
Además de apuntar a Feced y Lofiego, Olga recordó la presencia de Ramón Rito Vergara, alias el Sargento, en el sótano del SI. En tren de develar la red de complicidades, mencionó las estrechas relaciones entre su defensora oficial, Laura Cosidoy y el mayor Fernando Soria, encargado de los simulacros de consejos de guerra en el Comando del Segundo Cuerpo de Ejército.
Uno de los momentos más impactantes fue cuando contó de una detenida, María de la Encarnación García del Villar de Tapia, que había sido terriblemente torturada. Ella misma le refirió un diálogo entre Lofiego y Feced cuando la tiraron al costado, después de los tormentos. "Vio comandante, cómo las mujeres tienen un grado más de tolerancia", le dijo El Ciego a su superior.
También recordó a las obreras del Swift, entre las que había tres embarazadas. De Luisa Marciani, dijo que tenía 40 años, estaba a término y se sentía muy mal. Pese a la presión de las detenidas, demoraron su atención. Allí también estaba detenida Gladis, la hija de Luisa, de 18 años, a quien habían torturado mucho, al punto de destrozarle los talones. "Vienen las celadoras, la llaman a la hija y le dicen: 'tu mamá murió y el bebé también está muerto. Ni se te ocurra llorar`. Esa fue la muerte de Tita".
En otro pasaje elocuente de su declaración,  describió cómo operaba la represión sobre los obreros. Por ejemplo, se traía toda una parte de trabajadores de Fader, les propinaban terribles palizas. Unos se iban a Coronda y a otros los largaban, pero escarmentados. Había acciones combinadas con los empresarios de Somisa. Recordó cómo las empresas cambiaban las credenciales de sus trabajadores, actualizaban las fotos, y eran esas mismas credenciales las que llevaban los grupos de tareas para secuestrarlos.
La testigo además vio a los detenidos Pérez Risso y Piccolo, muy lastimados. “Pérez Risso tenía un brazo roto, y Piccolo un agujero en la cabeza”, indicó.

## Su actividad en el campo jurídico
Olga Cabrera Hansen es una de las personas que más trabajó, desde el campo jurídico, por la reconstrucción de lo que ocurrió en el Servicio de Informaciones de la policía de Rosario durante la dictadura,  el lugar en el que se montó el centro clandestino de detención más grande de la provincia de Santa Fe y en el que estuvo detenida.
Cuando ella fue liberada, en 1978, no se quedó paralizada. Se acercó a la Asamblea Permanente por los Derechos Humanos y comenzó a atar cabos, relacionar familiares de desaparecidos con ex detenidos, para reconstruir los derroteros en lo que ayer llamó "ese rompecabezas siniestro". Junto a su colega Delia Rodríguez Araya investigaron denuncias y dieron forma a la causa Feced, que se inició en enero de 1984 en los tribunales provinciales.
Hasta 1979, cuando ella comenzó a trabajar en APDH, los organismos se limitaban a recibir los pedidos de familiares y tramitar habeas corpus que siempre tenían resultado negativo. Un día, estaba la testigo con Delia, y llegaron tres mujeres jóvenes que preguntaban por su hermana, María Sol Pérez Losada. "¿Sufría de los riñones?", les preguntó Olga. Era así, entonces, les indicó que fueran a Buenos Aires a hablar con dos detenidas que habían estado con ella. "Con ese hecho anecdótico empezó toda la cadena de denuncias", recordó ayer la abogada.

## Documental
El Rosario de Galtieri. La ciudad obediente, Argentina/1997.  Documental/Color: 38 minutos. Período en el que Galtieri decidió quien viviría, moriría o sería torturado. Testimonios de sobrevivientes y familiares de desaparecidos de Rosario y zonas aledañas. TESTIMONIANTES: Victorio Paulón, Nelma Jalil, Dionisio Tessan, Alberto Minella, Francisco Oyarzabal, Alicia Gutiérrez, Darwinia Galichio, Bárbara Peters Tozzi, Dolores Araya, Manuel Blando, Olga Cabrera Hansen, Roberto Rosúa, Rubén Naranjo, Marta Bertolino, Alejandra Manzur.

## Homenaje
En el 2011 se le rindió homenaje a  abogados, la mayoría egresados de Universidad Nacional de Rosario, que tomaron defensa de víctimas de la última dictadura militar y que acompañaron a familiares en la búsqueda de justicia. Ellos fueron:
Assef Lucía, Baldacci Orlando, Beguelin Celia, Berenstein José Eduardo, Bertinat Lindolfo, Blando Manuel, Bóccoli Adalberto,  Bruera Matilde, Cabrera Hansen Olga, Cochero Félix, Censi Mario, Columba Emilio, Dal Doso Mari, Díaz Araceli, Ducler Mario, Elías Jorge, Falicoff Berta, Ferrari Norberto, Figueroa Ana María, Garavelli Vildor, Kanter Frida, Monti Almicar, Monteil Leopoldo, Navarro Héctor,  Palacios Ana María, Pegorano Ricardo,  Rojo Mireya,  Tomasevich Luis, Zamboni Horacio, Zanella Eduardo.
Y Post mortem a Borgonovo Oscar,  Cabreriso Enrique, De la Torre Arturo, Ferreyra Artemio,  Garat Eduardo, Imbern Ignacio, Hernández Larguía Iván, Jaime Alberto, Kohen Alberto,  Lescano Luis Eduardo, Paez David,  Rodríguez Araya Delia, Rodríguez Araya Felipe, Shcoler Rodolfo, Sterkin Israel,  Trumper Adolfo.

## Abogada Distinguida de la ciudad de Rosario
En noviembre de 2016 en el recinto del Concejo Municipal de Rosario se la declaró “Abogada Distinguida de la ciudad de Rosario a Olga Cabrera Hansen, en honor a su vasta trayectoria inclaudicable e invalorable aporte en el campo del derecho, bregando por las garantías fundamentales de las personas en cualquier situación y lugar, participando en forma activa como defensora de las causas de Lesa Humanidad llevadas adelante en la ciudad de Rosario y su aporte en la CONADEP en el capítulo del Nunca Más dedicado a la provincia de Santa Fe y en particular a la ciudad de Rosario”. La acompañaban sus  tres hijos, Julián, Amarai y Martín Cochero.
Al agradecer, tras recordar a su esposo, compañero de lucha que también fue encarcelado y debió realizar un exilio interno, y de recordar el sufrimiento por el que pasaron sus hijos, aseguró que la lucha por los derechos humanos y la justicia todavía “no está terminada”.

## ¿Quién si no?
Voces que rompen el silencio es una instalación escultórica, gráfica y de audio que logra lo impensado. La pieza puede verse y, fundamentalmente, escucharse, a partir de marzo de 2016 en el patio del Museo de la Memoria, en Córdoba esquina Moreno, un lugar de Memoria donde funcionó el Segundo Cuerpo de Ejército en la última dictadura. La abogada Olga Cabrera Hansen, la psicóloga Marta Bertolino, la obrera Teresita Marciani, Susy Solanas y Estela Hernández dieron sus testimonios en 1984 en los juicios a las juntas militares. Todas ellas fueron detenidas políticas por la dictadura militar. Las suyas son sólo cinco voces entre muchas otras, pero tienen la doble particularidad de que expresan la durísima realidad de la desaparición forzada de personas en tanto fue padecida por mujeres, a la vez que arman una trama referencial donde se cruzan los mismos nombres de víctimas y victimarios, dando inicio al esclarecimiento de los destinos de los desaparecidos y de las responsabilidades de sus asesinos y torturadores.
Los crímenes que ellas narran sucedieron a pocos metros del lugar donde las escuchamos, casi al ras de las baldosas, sentados o echados en el piso, con la urbe y los árboles alrededor. El lugar se indica en cajas que muestran el plano del sótano (llamado "El Pozo") del Servicio de Investigaciones (SI) de Dorrego y San Lorenzo. Allí y en la Alcaldía (manzana de Dorrego, Moreno, Santa Fe y San Lorenzo), estas testigos, con sus compañeras y compañeros de cautiverio, pasaron meses en condiciones infrahumanas de encierro. Pero a medida que las escuchamos, el horror va dejando paso a la admiración por su valor.